# Conflito aproximar-evitar
O conflito aproximar-evitar é uma teoria do estresse apresentada pela primeira vez pelo psicólogo Kurt Lewin, um dos fundadores da psicologia social moderna.

## Visão geral
Conflitos aproximar-evitar ocorrem quando há um objetivo ou evento que tem efeitos positivos e negativos ou características que tornam o objetivo atraente e desagradável simultaneamente. Por exemplo, o casamento é uma decisão importante que tem aspectos positivos e negativos. Os aspectos positivos (voltados ao aproximar) do casamento podem ser considerados união, compartilhamento de memórias e companheirismo, enquanto os aspectos negativos (voltados ao evitar) podem incluir considerações financeiras, discussões e dificuldades com os sogros. Os efeitos negativos da decisão ajudam a influenciar o agente evitar o objetivo ou evento, enquanto os efeitos positivos influenciam o agente a querer abordar ou prosseguir com o objetivo ou evento. A influência dos aspectos negativos e positivos cria um conflito porque o tomador de decisão tem que prosseguir em direção ao objetivo ou evitá-lo completamente.
O tomador de decisão pode iniciar a abordagem em direção ao objetivo, mas à medida que aumenta a consciência dos fatores negativos, pode surgir o desejo de evitar o objetivo, produzindo indecisão. Se houver sentimentos concorrentes para um objetivo, o mais forte dos dois triunfará. Por exemplo, se uma pessoa está pensando em abrir um negócio, ela se depara com aspectos positivos e negativos. Antes de realmente iniciar o negócio, a pessoa ficaria entusiasmada com as perspectivas de sucesso para o novo negócio e encontraria (aproximaria) primeiro os aspectos positivos: atrairia investidores, criaria interesse em suas ideias futuras e seria um novo desafio. No entanto, à medida que se aproximavam de realmente lançar o negócio, os aspectos negativos se tornavam mais aparentes; a pessoa reconheceria que exigiria muito esforço, tempo e energia de outros aspectos de sua vida.